# Зведений список імен діячів мистецтва
Зведений список імен діячів мистецтва (англ. Union List of Artist Names, ULAN) — онлайн база даних, яка містить близько 293 тис. імен та іншу інформацію про митців. ULAN створюється та управляється Науково-дослідним інститутом Гетті (англ. Getty Research Institute) у Лос-Анджелесі, США. Хоча ULAN відображується у вигляді списку, він є тезаурусом, сумісним зі стандартами ISO та NISO для побудови тезауруса; він містить ієрархічні, еквівалентні та асоціативні зв'язки.

## Зміст
ULAN може охоплювати імена, псевдоніми, варіантні написання, імена різними мовами та імена, які були змінені з плином часу (наприклад, імена після одруження). Одне з цих імен позначається як пріоритетне для даного митця ім'я.
База даних ULAN є структурованим словником, що містить близько 120 000 записів, у тому числі 293 000 імен та біографічних й бібліографічних відомостей про художників і архітекторів. Кожен запис у базі ідентифікується унікальним цифровим кодом. База даних включає імена митців від античності і до сьогодення з усіх країн світу.
ULAN включає власні імена та пов'язану з ними інформацію про діячів мистецтв. Митці можуть бути або фізичними особами (персонами) або групами осіб, які працюють разом (корпоративні органи). Діячі мистецтв в ULAN, як правило, представляють митців, що беруть участь у розробці або виробництві візуальних творів мистецтва та архітектури. Включені також деякі виконавці, але, як правило, не актори, танцюристи та інші артисти. ULAN містить також інформацію про окремих діячів та організації, що зробили свій внесок у створення творів мистецтва та архітектури..

## Історія
Робота над ULAN розпочалося у 1984 році, коли Гетті-інститут вирішив об'єднати та координувати окремі бази даних. Було створено словники для імен художників (ULAN) та географічних назв (TGN). У 1987 році в інституті Гетті було створено відділ, що займається компіляцією та розповсюдженням термінології. Бази даних ULAN були спочатку призначені лише для внутрішнього користування, проте, зацікавленість в його використанні висловили експерти з інших установ, після чого інститут Гетті відкрив доступ для широкого використання ULAN відповідно до принципів каталогізації та термінології та гарантіями дотримання авторитетних літературних джерел.
ULAN було побудовано як простий алфавітний список, що включав імена та біографії; наприкінці 1990-х років його було приведено у відповідність з національними та міжнародними стандартами для побудови тезаурусів. Сфера ULAN була розширена до включення корпоративних суб'єктів, таких як архітектурні фірми та сховища творів мистецтва, які можуть мати ієрархічні рівні.
У 1994 році ULAN було опубліковано у друкованому вигляді та машинопрочитуваних файлах. Враховуючи зростальний обсяг та часті зміни й доповнення до ULAN, до 1997 року стало очевидним, що публікація в друкованому вигляді було непрактичною. Саме тому відтоді список публікуються лише в електронному вигляді, з можливістю пошуку в режимі онлайн через вебінтерфейс. Дані для ULAN складені та відредаговані редакційною системою, яка спеціально розроблена на замовлення технічного персоналу інституту Гетті для задоволення унікальних вимог до збору даних з багатьох джерел для злиття, переміщення та публікації в різних форматах. Завершальний редакційний контроль ULAN підтримує Програма Словника Гетті (англ. Getty Vocabulary Program), використовуючи добре обґрунтовані редакційні правила.
ULAN є частиною віртуального базового проєкту Віртуальний міжнародний авторитетний файл (VIAF).